# ادگار نمیر
ادگار نمیر (انگلیسی: Edgar Nemir; ۲۳ ژوئیهٔ ۱۹۱۰ – ۱ فوریهٔ ۱۹۶۹) کشتی‌گیر اهل ایالات متحده آمریکا بود.